# Youngblood (comics)
Pour l’article homonyme, voir Youngblood.
Youngblood est une équipe de super-héros créée par Rob Liefeld, apparue pour la première fois en 1987, dans Megaton: Explosion, avant que l'artiste, avec d'autres personnes de chez Marvel Comics, ne fonde Image Comics en 1992,. Youngblood a été initialement publié par Image Comics, puis par Awesome Entertainment. Au retour de Rob Liefeld chez Image Comics, il a été relancé en 2008, 2012 et 2017. En 2019, Liefeld a révélé qu'il ne détenait pas les droits de Youngblood depuis plusieurs années.

## Création
Youngblood a été inspiré par l'idée du créateur Rob Liefeld selon laquelle si les super-héros existaient dans la vraie vie, ils seraient traités comme des célébrités, au même titre que les stars de cinéma et les athlètes. La série dépeint donc les membres super-héros de Youngblood non seulement alors qu'ils participent à des aventures luttant contre le crime et le mal, mais naviguant dans le monde des accords de soutien de célébrités, des apparitions dans des émissions de télévision, des agents, des managers et des pressions perçues de la vie des célébrités.
De 1985 à 1987, Liefeld a réalisé des pin-ups pour Megaton Comics, dont l'un des personnages, Ultragirl, sera imprimé dans Ramm #1 (mai 1987) et Megaton Comics Explosion #1 (juin 1987), un ouvrage de référence de type Who's Who présentant des entrées individuelles de personnages dans le style d'une encyclopédie ou d'un manuel. Cela a donné à Liefeld l'occasion de voir sa propre création, Youngblood, être imprimée sous cette forme. L'entrée de deux pages présentant l'équipe (composée à ce moment-là des personnages Sentinel, Sonic, Brahma, Riptide, Cougar, Psi-Fire et Photon) était la première apparition imprimée de l'équipe,.
Deux mois plus tard, l'équipe est apparue dans une publicité dans Megaton #8 (août 1987) indiquant qu'elle apparaîtrait ensuite dans Megaton Special #1 de Liefeld et de l'écrivain Hank Kanalz (en), avec une couverture de l'artiste Jerry Ordway. Cependant, Megaton Comics fait faillite avant que la bande dessinée ne soit imprimée,.
Liefeld a expliqué que la version de Youngblood qui a finalement été imprimée dans Youngblood #1 était basée en partie sur son plan de 1991 pour une nouvelle série Teen Titans pour DC Comics qui serait coécrite avec Marv Wolfman. Selon Liefeld, lui et le rédacteur en chef Dick Giordano n'ont pas réussi à parvenir à un accord sur le projet, et Liefeld a fusionné ses idées Teen Titans avec sa précédente propriété Youngblood. Selon Liefeld, « Shaft (en) était destiné à être Speedy. Vogue était un nouveau design Harlequin (en), Combat/Kh'ambt était un guerrier Kh'undian de la La Légion des super-héros, idem pour Photon et Diehard était un androïde de STAR Labs. J'ai oublié qui Chapel (en) était censé être, mais je suis sûr que ça aurait été génial ».
Rob Liefeld, lassé de sa situation chez Marvel Comics, redynamise la série Les Nouveaux Mutants et la transforme en X-force dont le premier numéro s'est vendu à cinq millions d'exemplaires. Comme tout dessinateur ou scénariste travaillant pour Marvel, il doit abandonner ses droits d'auteurs et ne possède aucune de ses créations. Avec d'autres dessinateurs vedettes de Marvel (Todd McFarlane, Jim Lee, Marc Silvestri, Erik Larsen, Jim Valentino et Whilce Portacio), il fonde en 1992 une nouvelle maison d'édition nommée Image Comics. En avril, il est le premier des sept à publier un comics sous la bannière de ce nouvel éditeur. Youngblood se présente sous la forme d'un flip book. Les Youngblood sont un groupe de super-héros travaillant pour le gouvernement des États-Unis ; une partie de l'équipe reste sur le sol américain alors que l'autre est chargée des missions hors des frontières. Aussi le premier numéro de ce comics présente une aventure de l'équipe aux États-Unis et en le retournant on trouve l'aventure de l'autre équipe. Dans ce premier numéro, le groupe qui combat à l'étranger comprend Sentinel qui dirige Brahma, Cougar, Photon, Psi-Fire et Riptide alors que le second est composé de Bedrock, Chapel, Combat, Diehard et Vogue dirigés par Shaft. Bien que ce premier numéro ne soit pas, selon l'aveu même de Liefeld, un très bon comics, il se vend à près d'un million d'exemplaires alors que le premier tirage atteignait 350 000.

## Biographie

### 1984
En 1984, le gouvernement américain a développé le « Project Young », recrutant provisoirement John Stone et Marcus Langston. Stone est chargé du recrutement du mercenaire Bruce Stinson (en), aussi connu sous le nom de Chapel, jugé initialement trop violent pour le projet. Stone décidant de faire confiance à Chapel, se déguise en faux super-vilain nommé Fist of the Bizarre pour le tester. Chapel le bat mais il ne le tue pas. John considère alors que Stinson a réussi le test. Diehard, un humain génétiquement modifié, rejoint également le programme.

### 1986
En février 1986, les plans du projet Young sont volés lorsqu'un hélicoptère américain transportant des documents spéciaux destinés aux rebelles afghans a été chassé du ciel par l'armée de l'air russe. Voulant récupérer les documents et le pilote, Alexander Graves, membre de la CIA créé à la hâte une division spéciale appelée Opération : Knightstrike, composée des soldats Bruce Stinson, Albert Simmons, John Stone, Jake Holland, Peter Frehley et Duke, travaillant sous les ordres de Jason Wynn pour s'occuper de l'affaire. Le 12 février, Chapel et Al Simmons rencontrent John Stone, qui les a embauchés pour l'opération : Knightstrike. Chapel accepte à condition qu'Al l'accompagne. Le 14 février, Chapel, Simmons et Stone rencontrent leurs coéquipiers, Dutch, Peter Frehley et Duke, et sont informés de la situation en Afghanistan. Knightstrike est déployée à la frontière afghano-pakistanaise et rencontre leur guide, une Afghane nommée Roxanne, et son fils, Mujahadeem. Lorsque Knightstrike est arrêté par des bandits pakistanais, mais s'en débarrasse rapidement. L'équipe est ensuite attaquée par les forces soviétiques. Frehley et Dutch s'occupent des hélicoptères, tandis que Battlestone détruit un char soviétique et Simmons fait exploser un camion de transport. Cette nuit-là, Knightstrike atteint la périphérie de Kaboul et se sépare de Roxanne et son fils. L'équipe s'installe à Kaboul mais continue d'être attaquée par les troupes soviétiques. Une escouade de Spetsnaz génétiquement améliorés leur tombe dessus mais l'équipe les massacre. Les soviétiques les assomment à l'aide de gaz, et l'équipe est capturée par le lieutenant Fruman. Les membres de Knightstrike se réveillent face au général russe Grozny, qui a révélé que le pilote américain capturé est le frère de Stone, Cabbot. Le reste des détails de cette mission est inconnu mais plus tard dans l'année, Cabbot Stone rejoint l'équipe. Malheureusement, l'une de leurs opérations est divulguée à la presse.
À la suite de la fuite d'un enregistrement de l'Opération Knightstrike exécutant des terroristes et d'une attaque contre une installation fédérale par les super-criminels connus sous le nom de The Four, le politicien Alexander Graves a créé Youngblood pour détourner l'attention des médias vers des héros gouvernementaux plus colorés. Marcus Langston en devient le premier membre, sous le nom de code Sentinel.

### 1987
L’Opération Knightstrike continue de fonctionner en secret. En 1987, elle attaque une base Cybernet à Saint-Louis avec Stinson, Simmons et Duke. Stinson avait reçu pour ordre d'exécuter Duke pour trahison. Après avoir échappé à un piège mis en place par le chef de Cybernet, Giger, Chapel assassine Duke. Lorsqu'ils retournent à leur base Wynn leur dit de ne pas s'inquiéter des actions ayant condamné Duke.
Daniel Tsuchida, alias Cougar, est recruté dans l'équipe.

### 1988
À l'été 1988, Thomas John McCall (en) est recruté dans l'équipe et prend le nom de Bedrock,.
Le même jour, Battlestone, Chapel, Diehard, Riptide, le colonel Boggs, le lieutenant Gamble et Raines sont déployés au Koweït pour empêcher l'armée irakienne de Hassan Kussein d'envahir le pays. Après avoir vaincu la première frappe, Battlestone ordonne à Youngblood de partir, mais Boggs n'étant pas d'accord, affirme qu'ils devraient vérifier les bunkers de ravitaillement souterrains. Stone le met en garde contre les pièges, mais Boggs descend sous terre, accompagné de Raines. Comme Stone s'y attendait, ils rencontre un piège qui explose, tuant Boggs et Raines. Lorsque Gamble confronte Battlestone pour n'avoir rien fait pour arrêter Boggs ou Raines, Stone frappe Gamble si fort qu'il le tue. La mission est alors annulée et le chef d'équipe, Battlestone, est arrêté par Diehard.
Cinquante-neuf heures plus tard, un tribunal militaire s'est prononcé contre toute forme de cour martiale ou d'emprisonnement en raison des antécédents de service de Stone. Il est relevé de son statut au sein de l'armée gouvernementale américaine et du projet Youngblood, et n'est redevenu civil que pour éviter de commettre un incident au cours d'une année électorale. Stone quitte le tribunal en colère, pestiférant contre le système pourri et estimant que les supérieurs étaient responsables d'avoir envoyé Stone en mission secrète avec des agents non entraînés. Après que Stone ait appris que les soldats morts pouvaient être clonés, il avertit le tribunal qu'il ne faudrait pas longtemps avant que leurs propres positions soient occupées par des êtres non vivants.
Décidant de mener une guerre contre le gouvernement et le Projet : Born Again, Stone rencontra Lethal peu de temps après son renvoi de Youngblood. Ils furent rejoints par Kayo et Boone pour fonder la première incarnation d'une équipe de super-héros qu'ils nommèrent Brigade.

### 1989
En 1989, Youngblood a accueilli son nouveau chef, Shaft, pour diriger Diehard, Chapel, Bedrock, Vogue, Combat et Link, équipe nationale. En Octobre, l'équipe arrêta deux des membres des super-vilains connus sous le nom de The Four : Deadlock et Starbright.

### 1991
L'équipe internationale de Youngblood s'est occupée de mettre fin à une révolution au Japon.

### 1992
En mars 1992, l'équipe internationale de Youngblood composée de Combat, Brahma, Cougar, Psi-Fire, Riptide et dirigée par Sentinel est chargée de l'exécution du terroriste Hassan Kussein, chef de la Sainte Unification.
Après un court briefing, l'équipe arrive sur place (en Israël), mais les membres se disputent et se séparent en deux groupes, l'un composé de Combat, Cougar et Sentinel qui s'attaque aux divisions de soldats blindés, et l'autre formé par Psi-Fire, Riptide et Brahma qui se dirigent vers la base de Kussein.
Mais Kussein utilise un champ d'énergie qui neutralise l'équipe à l'exception de Psi-Fire qui s'envole. Celui révèle ensuite à son ennemi qu'il aurait pu le tuer depuis les États-Unis mais a préféré le faire en personne. Il lui explique également qu'il respecte ses actions mais qu'il est mieux payé en Amérique et qu'il prend plaisir plaisir à tuer. Après cela, il fait exploser la tête de Kussein par télékinésie, mettant ainsi fin à la mission. Lorsque le reste de l'équipe les rejoint, ils découvrent la mort du terroriste tandis que son armée se rend peu à peu. En raison de ce meurtre contre ordre, Psi-Fire a été mis en probation avec un amortisseur psychique.
Pendant ce temps, l'équipe locale composée de Shaft, Bedrock, Chapel, Diehard, Vogue et Photon doit empêcher Strongarm et Gage, membres de The Four, de libérer leurs coéquipiers alors transportés par fourgon blindé. Ils réussissent et les super-vilains se retrouvent emprisonnés au Pentagone.
Une semaine plus tard, l'équipe internationale est chargée de visiter un laboratoire G.A.T.E., Génie Génétique Et Technologique, (Genetic And Technological Engineering) en Allemagne afin de transporter Jonathan Taylor Prophet, un soldat cryogénisé, aux États-Unis. Par accident, Cougar réveille Prophet qui les attaque croyant qu'ils sont ses ennemis les Disciples de Doom. C'est alors que les vrais Disciples de Doom arrivent suivi par un groupe de héros nommés Berzerkers et leurs chef Jackson Kirby. mais les Disciples sont trop nombreux et mettent K.O. les Youngblood.
À Washington DC, Shaft et Bedrock sortent d'une conférence de presse, au cours de laquelle ils nient l'implication de l'équipe internationale de Youngblood dans la mort d'Hassan Kussein, lorsqu'ils sont alertés d'une évasion au Pentagone. Shaft, Bedrock et Chapel arrivent pour trouver The Four libérés par Showdown et un groupe de ninjas. The Four tentent de se téléporter, mais Chapel tire sur Gage et l'envoie hors de portée de téléportation. Juste au moment où Shaft commence à interroger Gage, Diehard apparaît les alertant qu'un signal de détresse en provenance de Berlin a été reçu. Rejointe par Photon, l'équipe embarque pour un vol de dix heures direction l'Allemagne.
Au laboratoire, l'équipe rencontre Prophet, seul des héros encore debout, Bedrock et Diehard sont envoyés par Shaft pour fermer le portail menant à la planète D'Khay d'où sont arrivés les Disciples. Cependant Darkthornn, chef des Disciples de Doom, traverse le portail, assomme Diehard et fait subir un lavage de cerveau à Bedrock pour le retourner contre son camp.
Le reste de l'équipe remet sur pied le groupe international ainsi que les Berzerkers. Brahma aidé de Wildmane et Grey, deux membres des Berzerkers, assomme Bedrock le faisant revenir à lui. Malgré cela, Darkthornn les bats et ouvre d'autres portails pour laisser passer son armée de démons ailés. Youngblood n'a qu'une seule solution : libérer Psi-Fire de son amortisseur. Ce dernier utilise donc ses pouvoirs pour renvoyer Darkthornn et ses démons sur la planète D'Khay, fermant par la même occasion tous les portails y menant. Après cela, Prophet et les Berzerkers ont suivi leur propre chemin.
Le combat contre Darkthornn ayant Psi-Fire dans le coma, celui-ci transféra son esprit à une femme du personnel médical. Il a ensuite attaqué Youngblood jusqu'à ce qu'il essaie d'utiliser ses pouvoirs contre Masada, comme les pouvoirs de Masada provenaient de plusieurs âmes, elle a submergé Psi-Fire et l'a renvoyé dans le coma,.
Le 9 août, l'équipe locale de Youngblood est chargée de protéger Dan Quayle, le vice-président de Strategic Defence Initiative Astronomics Dan Quayle aux côtés des mercenaires Pike et Hestia. Lorsque vice-président est agressé par les WildC.A.T.s., tous se battent jusqu'à ce que Quayle se révèle possédé par un extraterrestre nommé B'lial et Youngblood se rend compte que les WildC.A.T.s. ne sont pas des ennemis,. C'est alors que l'extraterrestre Helspont (en) responsable de tout cela arrive et les attaque. WildC.A.T.s bat en retraite afin de soigner ses membres. Youngblood reporte son attention sur Pike et Hestia qui montre leur vrai visage. La structure du bâtiment commence à s'autodétruire et l'équipe s'en sort de justesse avec le vice-président, laissant les WildC.A.T.s à un avenir incertain.
En décembre, Bedrock a agressé le policier de Chicago Dragon pour voir s'il était assez fort pour rejoindre Youngblood, ce qui l'a conduit en prison. Shaft et Diehard ont dû payer sa caution,,.
Plus tard, Diehard, Sentinel, Combat, Photon et Bedrock furent appelés pour arrêter un être qui s'approchait de l'atmosphère terrestre. L'être s'est identifié comme Supreme, mais Combat ne pouvait pas croire qu'il était la légende qui avait aidé son peuple, alors il l'a attaqué. Supreme s'est engagé dans une bataille contre Youngblood, se terminant par une collision avec Diehard équivalant à une explosion de 500 mégatonnes. Après cela, Sentinel a admis avoir agi à la hâte et a demandé à Supreme de leur permettre de l'escorter à une conférence sur Terre. Là, les scientifiques ont effectué des tests et ont déterminé qu'il était le véritable Suprême. Sentinel lui a proposé un contrat pour rejoindre Youngblood, mais Supreme a été dégoûté par le génie génétique des surhumains et s'est envolé, ce que Sentinel a pris comme un « non ».

### 1993
En 1993, Brahma, Cougar, Photon, Riptide et Sentinel sont envoyés en Antarctique pour enquêter sur une station de surveillance de la CIA qui était mystérieusement hors ligne. Ils la trouvèrent en ruine, lorsqu'ils furent attaqués par des barbares. Ils les suivirent à travers un tunnel les menant à Arcadia, une Terre alternative. Ils se laissèrent capturer afin de retrouver les agents de la CIA disparus puis furent conduit devant le souverain d'Arcadia, Tyrax, pour être exécutés. L'équipe fut sauvée par l'apparition d'un groupe de rebelles, dirigé par Kanan, qui les aida à récupérer les agents de la CIA disparus et à s'échapper sur Terre juste avant la fermeture du portail mystique.

### 1997:Jour du Jugement(en)
En 1997, lors d'un barbecue chez Langston, Riptide trouva le livre magique de Sentinel et le reconnut. Elle le pris, lorsque Sentinel l'a découvert, il s'est rendu dans la chambre de Riptide au QG de Youngblood pendant son absence pour le reprendre. Riptide est revenu plus tôt que prévu et un combat s'est ensuivi, se terminant lorsque Sentinel a tué Riptide de sang-froid. Sentinel s'est alors arrangé pour que Knightsabre soit accusé du meurtre, mais pendant le procès, le livre a été retrouvé et la vérité révélée. Sentinel a essayé d'écrire dans le livre un résultat pour provoquer une explosion dont il serait le seul survivant, mais le livre lui a été retiré des mains, il a été attrapé et emprisonné dans l'Enfer des Miroirs et l'équipe Youngblood a été dissoute.

### Post-Youngblood
- Cougar est devenu le chef des Jakarrans après avoir vaincu Lynx, le chef de la tribu, qui avait kidnappé sa mère.
- Badrock a pris un congé, puis, à travers une série d'événements, il est devenu membre de la quatrième équipe de Brigade.
- Sentinel refait surface en tant que chef de l'équipe des méchants Badblood.
- Diehard rejoint les Alliés reformés, ses anciens compagnions de la Seconde Guerre mondiale.
- Vogue retourne en Russie, où elle rencontre sa mère et son frère, faisant désormais partie du programme Redblood, et a pris sa revanche sur Alexander Stroika.

### Télé-réalité Youngblood
Quelques années plus tard, Cougar et Diehard sont recrutés pour faire partie d'une nouvelle équipe Youngblood supervisée par le gouvernement. Pendant leur séjour au sein de l'équipe, le gouvernement et les médias tentent de transformer Youngbood en une émission de télé-réalité où tout est coordonné et planifié.

### Renaissance Youngblood 2017
Quelque temps plus tard, Diehard rejoint une nouvelle version de Youngblood et après sa dissolution, devient président des États-Unis.

## Crossover
Dans le crossover entre Savage Dragon et Mars Attacks!, tous les membres restants sont tués. Savage Dragon crée une nouvelle équipe indépendante pour les remplacer, mais une nouvelle équipe Youngblood arrive.

## Membres
- John Stone alias Battlestone :
  - Force surhumaine (Projeter un adversaire à une douzaine de mètres dans les airs, soulever 500 kg de billes d'une seule main)
  - Endurance surhumaine (Continuer à se battre après avoir été poignardé ou s'être fait arracher un membre)
  - Résistance surhumaine (Seuil de douleur incroyablement élevé, capable de résister à des explosions ou à l'effondrement d'un bâtiment)
  - Vieillissement ralenti
  - Amphibie (Capacité à survivre et à parler sous l'eau pendant de longues périodes)
  - Maîtrise du tir
  - Habilité au corps à corps
- Marcus Langston alias Sentinel :
  - Force surhumaine
  - Résistance surhumaine
  - Vitesse surhumaine
  - Vol
  - Armure motorisée (Force, vitesse et vol accrus)
  - Blasters de poignet (Projection d'énergie)
  - Générateurs de champ de force
- Bruce Stinson alias Chapel :
  - Différents types d'armes allant des fusils aux épées
  - Habilité au corps à corps
  - Habilité combat
  - Maîtrise de l'épée
  - Maîtrise du tir
- Diehard :
  - Améliorations cybernétiques
  - Force surhumaine (Transporter un hélicoptère avec quatre personnes sans effort)
  - Endurance surhumaine
  - Résistance surhumaine (Capable de survivre à de grandes forces d'impact)
  - Vitesse surhumaine
  - Vol
  - Projections d'énergie (Projeter de puissantes explosions d'énergie depuis sa poitrine)
  - Sens améliorés (Scanners qui lui confèrent un certain degré de sens améliorés)
  - Vision améliorée
  - Vieillissement ralenti
  - Manipulation du son (Canon sonique dans sa poitrine)
  - Création de constructions énergétiques (Constructions énergétiques de forme simple, comme des épées et des boucliers)
  - Champs de force
  - Habilité au corps à corps
  - Maîtrise du tir
  - Maîtrise de l'épée
- Daniel Tsuchida alias Cougar :
  - Guérison accélérée (Peut guérir d'une blessure plus rapidement qu'un humain)
  - Griffes (Cinq griffes extensibles dans chaque main)
  - Sens surhumains (Ouïe et odorat accrus)
  - Force surhumaine
  - Agilité surhumaine
  - Pistage
  - Habilité au corps à corps
- Thomas John McCall alias Bedrock ou Badrock :
  - Différents types d'armes (Nombreux fusils et couteaux)
  - Presque invulnérabilité (Peau semblable à du granit)
  - Force surhumaine (Percer le titane et soulever plus de 750 000 tonnes)
  - Réflexes surhumains
  - Endurance surhumaine
  - Vieillissement ralenti
  - Régénération (Lorsqu'il a perdu ses jambes, il a guéri en perdant sa peau rocheuse)
  - Maîtrise du tir
  - Habilité au corps à corps (Formation approfondie au combat au corps à corps par le gouvernement)
- Leanna Creel alias Riptide :
  - Hydrokinésie (Aspirer l’humidité du milieu environnant, créer des raz de marée, des geysers et des jets d’eau, déshydrater ou tuer un adversaire, marcher sur l'eau)
- Nikola Voganova alias Vogue :
  - Arts martiaux (Maîtresse du combat au corps à corps)
  - Maîtrise du lancer d'épée (Utilisation de shurikens et de couteaux de lancer)
  - Gymnastique (Championne du monde à l'âge de 13 ans)
  - Maîtrise de l'épée (Couteau Gurkha, katar, katana et, son préféré, le kusarigama)
- Kh'ambt alias Combat :
  - Force Surhumaine
  - Résistance Surhumaine
- Link :
  - Télépathie
  - Télékinésie
- Jeff Kessler alias Brahma :
  - Force surhumaine
  - Endurance surhumaine
  - Résistance Surhumaine
- David Waller alias Psi-Fire :
  - Télépathie
  - Éclairs mentaux
  - Bouclier mental
  - Pyrokinésie
  - Télékinésie
  - Vol
- Photon :
  - Physiologie Acuran (Peau est réfléchissante et semble métallique, ses cheveux peuvent s'enflammer et générer des flammes, changement de sexe tous les sept ans)
  - Pyrokinésie (Produit naturellement des flammes vertes)
  - Vol
  - Projection d'énergie (Décharger une puissante explosion d'énergie de ses mains et de ses yeux)
  - Sens améliorés (Ouïe améliorée, vision microscopique)
  - Vulnérabilité aux Ultrasons (Certaines fréquences peuvent lui causer des douleurs extrêmes et des saignements de nez)
  - Traducteur universel
- Jeff Terrell alias Shaft :
  - Maîtrise du tir (son arme préférée est un arc spécialement conçu, il maîtrise également diverses armes à feu et peut lancer des couteaux et n'importe quel objet à portée de main avec une précision incroyable)
  - Visée extrêmement bonne
  - Habilité au corps à corps (Arts martiaux)

## En France
Comme pour Savage Dragon, Youngblood ne connut pas le même succès en France qu'en Amérique. On peut voir les Youngblood dans le "Collection Image no 2" (nommé "The Savage Dragon"), nous pouvons voir également leurs douze premières aventures en VF dans six albums. Il y a aussi un crossover nommée "Youngblood et X-Force"dans les deux premiers numéros du magazine Marvel Crossover. On voit aussi Chapel dans les numéros 12-13 de Spawn, et on fait dans la même série une référence à la mort des Youngblood dans le numéro 33.

## Adaptation
Dans les années 1995-1996, un dessin animé avait été proposé, mais fut oublié. Il n'y eut qu'un clip pour une publicité.